# FC Al Tahrir
El Football Club Al Tahrir és un club de futbol eritreu de la ciutat d'Asmara.

## Palmarès
- Lliga eritrea de futbol: [2]
  - 1997, 2007
- Copa eritrea de futbol: [3]
  - 2006